# Море Достатку
Море Достатку (лат. Mare Fecunditatis) — море на сході видимого боку Місяця. Розмір — близько 900 км із півночі на південь та близько 600 км із заходу на схід, площа — близько 300 тисяч км2.
Море Достатку лежить у древньому зруйнованому басейні. Подібно до інших таких морів, воно має неправильну форму, порізані береги, малу глибину й позбавлене гірського кільця та значного маскона. Примітне своєрідною парою кратерів Мессьє та Мессьє A, великим молодим кратером Лангрен, численними кратерами-привидами[⇨], грядами, грабенами[⇨], вулканами[⇨] та іншими об'єктами.

## Назва
Сучасну назву Моря Достатку, як і більшості інших місячних морів, запропонував Джованні Річчолі 1651 року. Подібно до інших назв морів східної половини видимого боку Місяця, що пов'язані переважно зі сприятливими поняттями, вона може відображати тодішні уявлення про вплив Місяця на погоду. У Річчолі латинська назва моря мала вигляд Mare Fecunditatis, але згодом набув поширення варіант Mare Foecunditatis, що й увійшов у перший каталог місячних назв, затверджений Міжнародним астрономічним союзом (1935). Пізніше з ініціативи Джерарда Койпера місячну номенклатуру переглянули й назві моря повернули початковий вигляд, пояснивши зайву літеру помилкою Кассіні. Ці зміни були запропоновані в атласі 1960 року видання, а наступного року їх затвердив Міжнародний астрономічний союз.
Інші селенографи давнини називали море інакше. З погляду Вільяма Гілберта, який спостерігав Місяць близько 1600 року неозброєним оком, воно зливалося з сусідніми морями, але утворювало виступ. На карті вченого цей виступ називається мисом Bicke (Caput Bicke). Припускали, що цією назвою Гілберт вшанував якусь важливу для нього людину або місце, але, можливо, він назвав «мис» просто Коротким (Caput Breve), а переписувач цього не розібрав. Міхаель ван Лангрен 1645 року назвав море Лангренівським (Mare Langrenianum), а яскравий кратер поруч — кратером Лангрена (Langreni). Друга назва (втративши родовий відмінок) збереглася досі. 1647 року Ян Гевелій, який ставив об'єкти поверхні Місяця в відповідність об'єктам околиць Середземномор'я, назвав це море Каспійським (Mare Caspium), а його південний виступ — Нижньою затокою (Sinus Inferior).

## Розташування та суміжні об'єкти
На північному заході Море Достатку межує з Морем Спокою, від якого відділене невисокими горами Секкі. На південному заході місячні Піренеї відокремлюють Море Достатку від Моря Нектару, а на північному сході безіменне узвишшя — від Моря Криз.
З північно-східного боку від Моря Достатку відходить Затока Успіху, яка межує з маленьким Морем Піни. Ще один виступ море утворює на півдні, виходячи за межі свого басейну. Можливо, цей виступ лежить в іншому зруйнованому кратері. На заході Море Достатку заходить у басейн Моря Нектару. Координати центра основної частини Моря Достатку — 2°30′ пд. ш. 50°18′ сх. д. / 2.5° пд. ш. 50.3° сх. д..
Біля південно-східного краю моря розташований зруйнований басейн Бальмер — Каптейн із центром поблизу 15°48′ пд. ш. 69°36′ сх. д. / 15.8° пд. ш. 69.6° сх. д.. Його діаметр становить, за різними оцінками, близько 265, 450 або 550 км. У цьому басейні є ще одне море, але дуже давнє, вкрите викидами кратерів і тому таке ж світле, як навколишні материки («криптоморе»). Воно тягнеться з півночі на південь на 400 — 600 км і є одним із найбільших та найстарших криптоморів Місяця.
Розташування Моря Достатку поблизу краю видимого боку Місяця ускладнює дослідження деталей його поверхні з Землі, а до зйомок «Клементини» (1994) для нього не було й якісного покриття фотографіями з орбіти.

## Басейн
Басейн Моря Достатку такий старий і зруйнований так сильно, що в його існуванні довго були сумніви. У роботі 2015 року на основі альтиметричних даних зонда LRO та гравіметричних даних місії GRAIL він був віднесений до таких, існування яких підтверджено (самі лише дані про рельєф, за висновками роботи 2012 року, такої можливості не давали).
Добе розпізнаваних кільцевих хребтів чи уступів у цього басейну не збереглося. За даними згаданого дослідження 2015 року, його головне кільце могло мати діаметр близько 690 км, а внутрішнє — близько 345 км. Раніше припускали існування на додачу до 690-кілометрового кільця 990-кілометрового, а також те, що дугоподібний вигин гряд усередині моря окреслює ще одне (сховане під лавою) кільце, менше за два попередні.
Басейн Моря Достатку перекривається з басейнами морів Нектару, Спокою, Криз і, можливо, з басейном Бальмер — Каптейн.
Значного маскона в Морі Достатку нема, але є невелика гравітаційна аномалія. Область підвищених значень аномалії Буге має неправильну форму й розмір близько 360 км. Різниця значень цієї аномалії між центром та найближчими околицями басейну становить 205 ± 46 мГал, що менше, ніж у басейнів більшості інших місячних морів.

## Загальний опис
На відміну від подібних за розміром морів, що лежать у добре збережених басейнах, Море Достатку має неправильну форму, невелику глибину, позбавлене кілець гряд та грабенів усередині й кільцевих хребтів та уступів навколо. Проте це мілке море багате на острівці, кратери-привиди, хаотично розташовані гряди, скупчені в окремих місцях грабени та інші деталі рельєфу.
Глибина Моря Достатку (товщина лавового покриву) на більшій частині його площі порівняно мала. За даними дослідження напівзатоплених кратерів, а також молодих кратерів, дно яких сягає материкових порід, вона переважно менша за 500 м, але в найглибшому місці (біля центра основної частини моря) може сягати понад 1000 і, можливо, навіть близько 1500 м.
Поверхня Моря Достатку лежить на 1,5—2,7 км нижче за місячний рівень відліку висот — переважно нижче за сусіднє Море Спокою і вище за моря Нектару та Криз. Висота поверхні моря зменшується з південного заходу на північний схід.
Склад лави Моря Достатку в різних місцях дещо різний, що проявляється в відмінностях альбедо та відтінку. Більша частина тамтешньої лави порівняно бідна на титан. Зразки, доставлені «Луною-16» із північного заходу моря, до таких не належать (вміст TiO2 у них — 4-5 % — є середнім), але є одними з найбідніших на залізо та магній і найбагатшими на алюміній з-поміж доставлених на Землю місячних базальтів (близько 13,5 %, а в окремих частках — до 20 % Al2O3). Багата на алюміній лава типова для морів, що лежать у місцях із великою товщиною місячної кори. На основі розподілу поверхнею лави різних відтінків було висунуте припущення, що в Море Достатку затікала лава з Моря Спокою.
Спектральні дані свідчать, що в ґрунті Моря Достатку є значна (більша, ніж у Морі Спокою) домішка материкових порід із викидів навколишніх кратерів, насамперед Лангрена й Тарунція, що ускладнює дослідження морської лави.
За даними альфа-спектрометрів «Аполлона-15» та «Аполлона-16», по краях Моря Достатку та Моря Криз спостерігається найбільш інтенсивне з-поміж досліджених місячних морів виділення радону, причому є ознаки непостійності його швидкості. Крім того, виявлено, що радіаційне пошкодження порід із Моря Достатку, доставлених «Луною-16», набагато більше, ніж у решти доступних на момент цього дослідження місячних зразків («Аполлона-11», -12, -14 і -15), але це пояснюють довшим перебуванням цих порід на поверхні, під космічними променями.

## Деталі поверхні

### Кратери
На східному березі моря виділяється трійка великих кратерів: яскравий молодий Лангрен діаметром 132 км, темний залитий лавою Венделін (141 км) та світлий Петавій (184 км). Наступні за розміром кратери берегів моря — Колумб (79 км), Гокленій (75×55 км) і Гутенберг (71 км) на заході, а також Тарунцій (57 км) на півночі. Кратери Петавій, Гокленій і Тарунцій примітні потрісканим дном, що є наслідком інтрузії під нього магми.
Море Достатку дуже багате на кратери-привиди — затоплені лавою кратери, що лишаються видимими завдяки його малій глибині та грядам, що пролягли над їх краями. В ході дослідження знімків апаратів LRO та SELENE 2016 року там виявлено понад 50 таких кратерів.

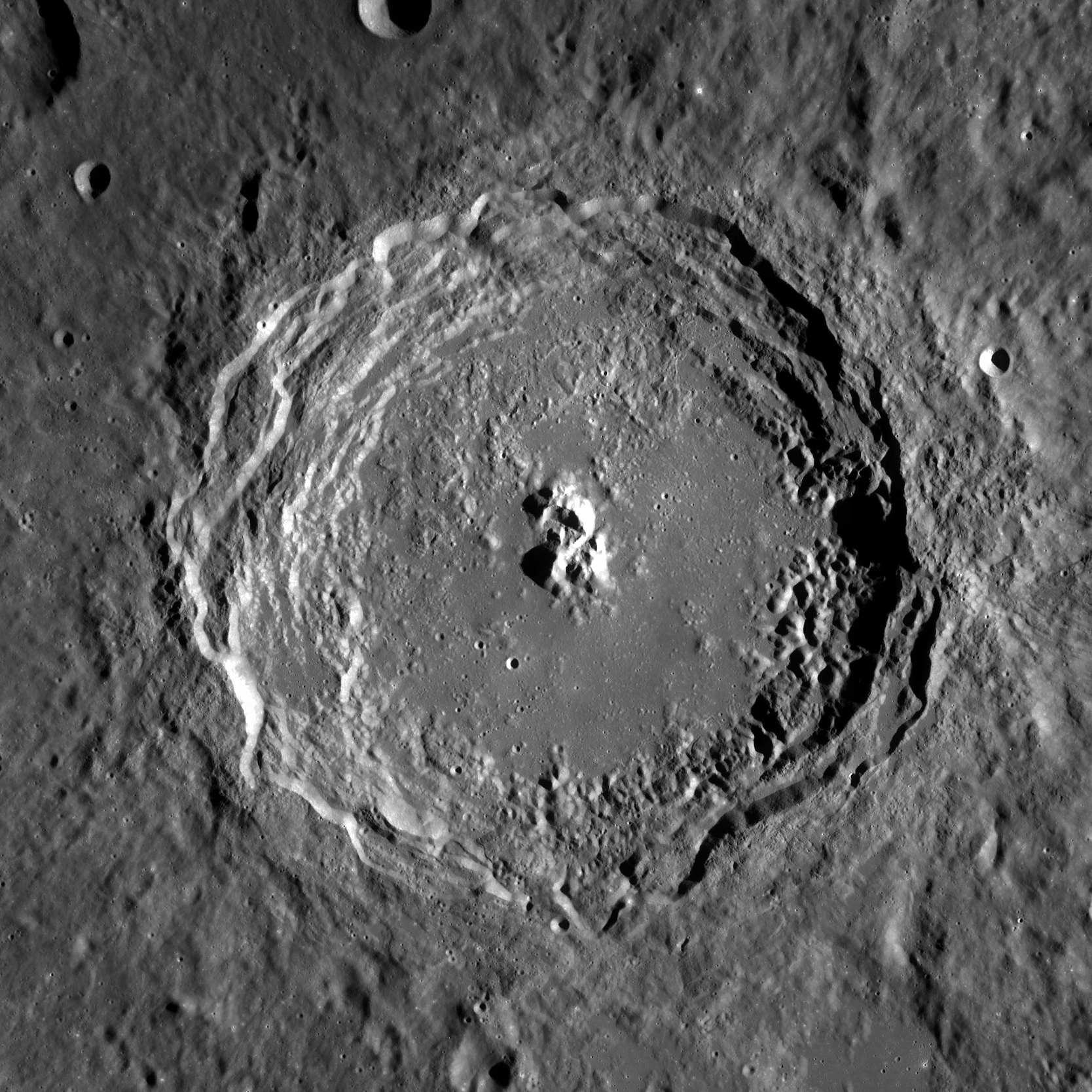
Добре збережений кратер Лангрен (діаметр — 132 км).
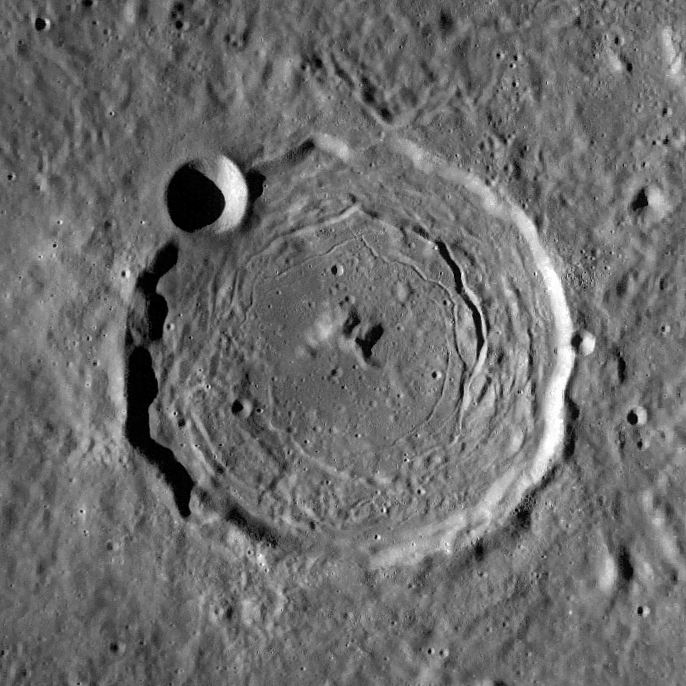
Кратер Тарунцій із розтрісканим дном (діаметр — 57 км)
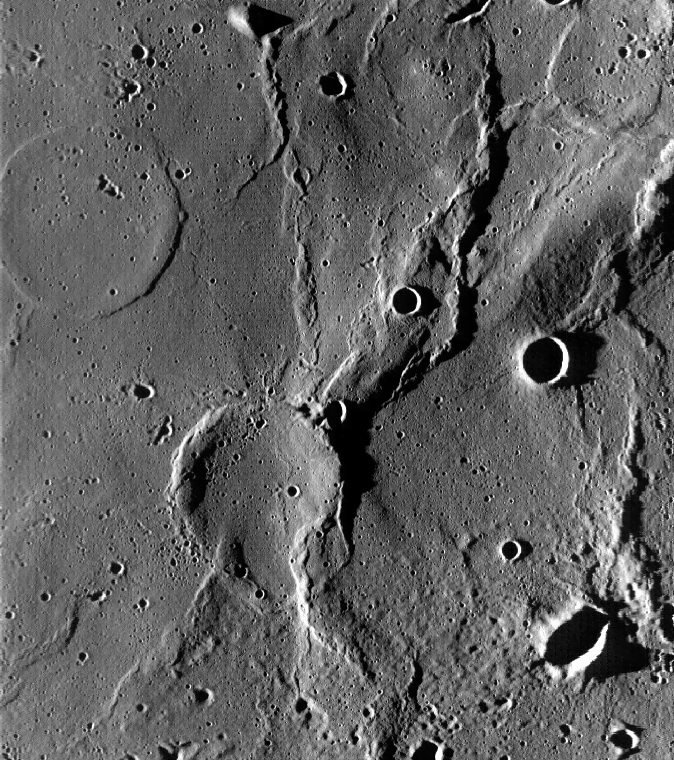
Кратери-привиди та гряди на заході моря при низькому Сонці. Знімок LRO, ширина — 85 км.

У Морі Достатку розташовані одні з найнезвичайніших кратерів Місяця — Мессьє та Мессьє A. Це пара молодих витягнутих кратерів довжиною близько 15 км кожен, від яких на 150 км розходяться світлі промені у формі птаха — двома «крилами» від першого та подвійним «хвостом» від другого. Ці кратери утворені вкрай похилим ударом (не більше кількох градусів до поверхні) зі східного боку. Засновані на експериментах міркування вказують на те, що першим з'явився кратер Мессьє, після чого значна частина космічного тіла відскочила й створила Мессьє A.
Слідом похилого удару, ймовірно, є й кратер Гокленій, який, подібно до Мессьє, має витягнуту форму й видовжену центральну гірку. Це значно старший кратер; його дно залите лавою, розтріскане і, крім того, перетяте одним із грабенів, що тягнуться вздовж західного краю моря, — борозен Гокленія (Rimae Goclenius). Менш похилим падінням створений молодий 35-кілометровий кратер Петавій B на південному березі моря. Він не є значно витягнутим, але в його ореолі променів є прогалина з північного боку, яка свідчить, що космічне тіло прилетіло саме звідти (ймовірно, під кутом близько 10° до поверхні).
На півострові в південно-західній частині моря (14°01′ пд. ш. 49°23′ сх. д. / 14.02° пд. ш. 49.39° сх. д.) лежить один із найпримітніших концентричних кратерів — 11-кілометровий Крозьє H. Менш виражені їх ознаки мають безіменний 10-кілометровий грушоподібний кратер на тому ж півострові (16°11′ пд. ш. 47°52′ сх. д. / 16.19° пд. ш. 47.86° сх. д.), 15-кілометровий кратер Колумб B поблизу нього (16°28′ пд. ш. 45°10′ сх. д. / 16.47° пд. ш. 45.17° сх. д.) та 13-кілометровий кратер Лікі дещо західніше моря (3°11′ пд. ш. 37°27′ сх. д. / 3.19° пд. ш. 37.45° сх. д.).

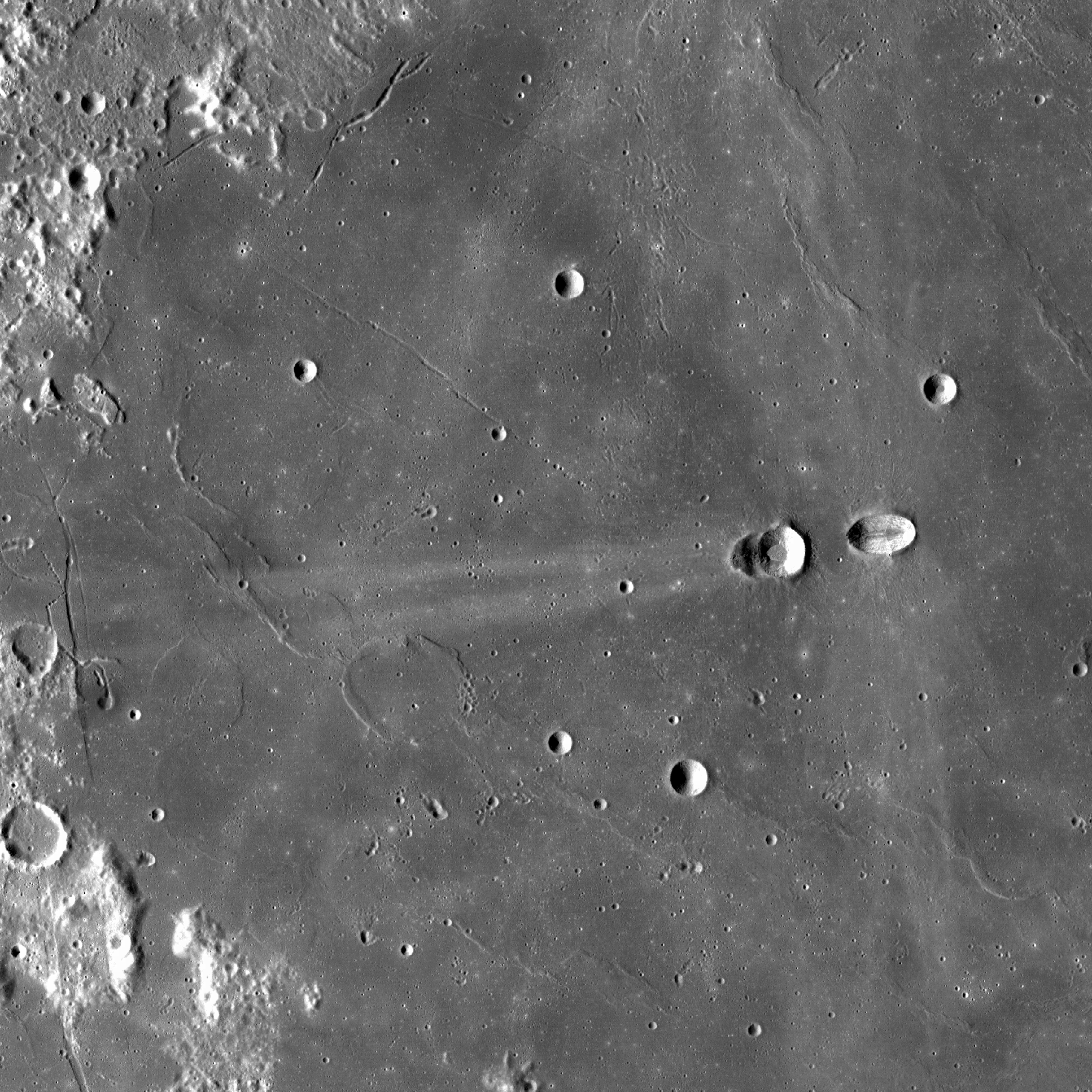
Променясті кратери Мессьє (правіший) та Мессьє A (лівіший). Мозаїка знімків LRO; ширина — 230 км.
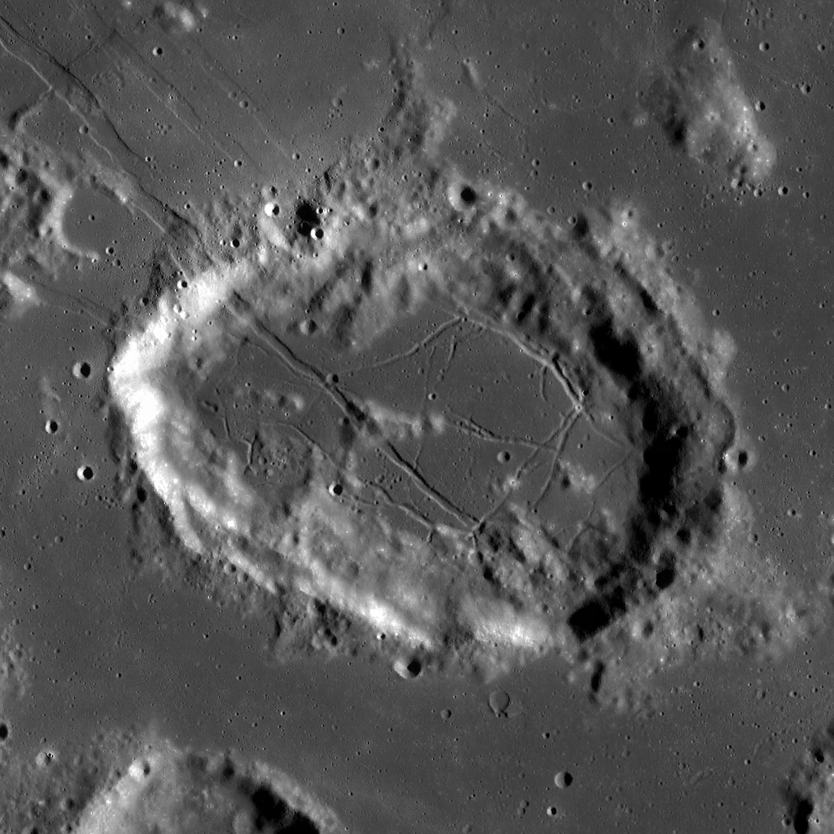
Кратер Гокленій (розмір — 75×55 км)
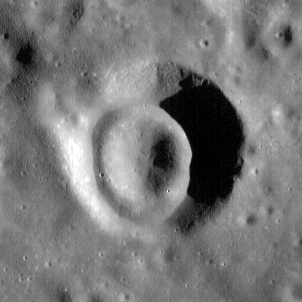
Концентричний кратер Крозьє H (діаметр — 11 км)

На заході моря (3°06′ пд. ш. 43°54′ сх. д. / 3.1° пд. ш. 43.9° сх. д.) є гравітаційна аномалія, що дає підстави припускати існування там повністю схованого під лавою кратера діаметром близько 100 км. До нього та деяких інших затоплених метеоритних кратерів моря приурочені різноманітні прояви вулканізму (див. нижче). Крім того, він містить три кратери-привиди.
У Морі Достатку є один найменований ланцюжок кратерів — 70-кілометровий ланцюжок Тарунція (Catena Taruntius).
Море перетинають світлі промені Лангрена, Тарунція, Мессьє, Мессьє A, Петавія B та інших кратерів. Походження деяких променів невідоме. Один із них може належати навіть кратеру Тихо, віддаленому на 2 тисячі кілометрів, або кратеру Джордано Бруно, розташованому приблизно на такій же відстані з іншого боку.

### Вулканічні об'єкти
Крім лавових рівнин, у Морі Достатку є й різноманітні інші сліди вулканічної активності. В окремих місцях їх особливо багато.
Біля центра моря є безіменний 30-кілометровий кратер-привид, всередині та навколо якого розкидано не менше 5 ймовірних місячних куполів — пагорбів своєрідної форми, що можуть бути щитовими вулканами або результатами інтрузії під поверхню магми. Найбільш упевнено ідентифікованим як купол (у цьому разі вулканічний) є пагорб на 2°30′ пд. ш. 50°25′ сх. д. / 2.50° пд. ш. 50.42° сх. д. з розміром підніжжя приблизно 9×6 км і висотою 80 ± 10 м. Ще одне скупчення таких об'єктів є на півдні моря, біля кратера Венделін; із них найупевненіше ідентифіковані куполи на 15°44′ пд. ш. 57°50′ сх. д. / 15.74° пд. ш. 57.83° сх. д. (діаметр — близько 17 км, висота — 80 ± 10 м) та на 17°45′ пд. ш. 59°00′ сх. д. / 17.75° пд. ш. 59.00° сх. д. (діаметр — близько 14 км, висота — 30 ± 10 м).
Окремий великий купол (діаметр — близько 35 км, висота — 212 ± 20 м) розташований на заході моря (6°12′ пд. ш. 45°12′ сх. д. / 6.20° пд. ш. 45.20° сх. д.) й охоплює кількаразово вищий острівець. Такі поєднання спостерігаються й в інших морях; їх причина невідома. Є ознаки того, що цей купол створений неодноразовими виверженнями. Місячні куполи трапляються і в інших місцях Моря Достатку. Чимало з них через малопомітність і невиразність є гіпотетичними.
Біля кратера Мессьє (2°43′ пд. ш. 49°04′ сх. д. / 2.72° пд. ш. 49.06° сх. д.) є два сполучені пагорби, що вирізняються крутішими схилами й темнішим забарвленням (ймовірно, через наявність пірокластичних порід). Вони можуть бути шлаковими конусами або конусами розбризкування.
Ще одне скупчення вулканічних об'єктів виявлене на північному заході моря, над гіпотетичним затопленим 100-кілометровим кратером. Там стоїть купол із розмитими межами діаметром близько 8 км і висотою 85 ± 10 м, інтерпретований як щитовий вулкан (координати центра — 1°57′ пд. ш. 43°28′ сх. д. / 1.95° пд. ш. 43.47° сх. д.). За кілька кілометрів від нього тягнеться ланцюжок вулканів іншого типу: чітко окреслених пагорбів. Він має довжину близько 10 км, ширину 1 км і оточений темним ореолом, що, ймовірно, свідчить про пірокластичні викиди.
Навколо цих вулканів трапляються дрібні «меніскові западини» (англ. meniscus hollows, irregular mare patches) — рідкісні об'єкти загадкового, але, за більшістю версій, теж пов'язаного з вулканізмом походження. Вони там розташовані по краях кількох кратерів діаметром у сотні метрів. У Морі Достатку виявлено і ще одне (менш багате) їх скупчення, розташоване на 50 км північніше (0°19′ пд. ш. 42°48′ сх. д. / 0.32° пд. ш. 42.80° сх. д.).
Біля західного берега моря (за 45 км від згаданого ланцюжка вулканів і на краю згаданого гіпотетичного кратера) є 4-кілометровий вулканічний кратер, теж оточений пірокластичними породами. З нього виходить звивиста борозна шириною близько 1 км, що тягнеться на 27 км, перетинаючи рештки валу невеликого метеоритного кратера та два грабени, після чого переходить у 18-кілометровий ᒧ-подібний ланцюжок кратерів. Такі борозни інтерпретують як русла лавових потоків або обвалені лавові тунелі. Ланцюжок кратерів показує, що ця борозна закінчується підземним тунелем, обваленим лише в окремих місцях і, судячи з його кутастої форми, розташованим уздовж розлому.
Темні ореоли пірокластичних викидів, крім уже згаданих місць, спостерігаються в околицях низки розломів поблизу берегів моря — навколо борозен Секкі (біля північно-західного берега) та всередині кратерів із розтрісканим дном: Тарунція (на північному березі), Петавія (біля південного берега) та Гокленія (біля західного берега).
Поблизу кратера Гокленій є й ознаки дуже своєрідного прояву вулканізму. Там лежить 37-кілометровий кратер-привид, у якого східний край окреслений ланцюжком дрібних пагорбів, що нагадують місячні конічні вулкани (тоді як західний — звичайною грядою). Ймовірно, це наслідок полегшення на краю кратера підйому лави з глибин — можливо, через появу кільцевого розлому.
З магматичною активністю пов'язують і походження групи столових гір із неправильними обрисами, розташованих у морі біля Затоки Успіху. Найвища з них стоїть в області з дещо збільшеним вмістом у ґрунті торію (на 0°56′ пн. ш. 55°38′ сх. д. / 0.93° пн. ш. 55.64° сх. д.), сягає 400 м над рівнем моря і має серцеподібну в плані верхівку розміром 3,3×4,4 км. Існує припущення, що ці об'єкти були підняті вгору інтрузіями та (або) були центрами вивержень. Їх порівнювали з вулканами біля кратера Маріус в Океані Бур.
На лавових рівнинах Моря Достатку виявлено два поодинокі провалля, що з'явилися через руйнування даху підземних порожнин — ймовірно, лавових тунелів. Одне з них розташоване північніше центра моря (0°55′01″ пд. ш. 48°39′36″ сх. д. / 0.917° пд. ш. 48.660° сх. д.), має глибину близько 45 м та ширину 130×110 м, а інше — біля західного берега (6°45′07″ пд. ш. 42°45′32″ сх. д. / 6.752° пд. ш. 42.759° сх. д.); його глибина становить близько 75 м, а ширина — 16×14 м. Подібна, але менша, западина (7×4×6 м) є в кратері Мессьє A. Завдяки крутим схилам, де на поверхню виходять не зруйновані метеоритами шари лави, такі провалля цікаві для досліджень геології моря.

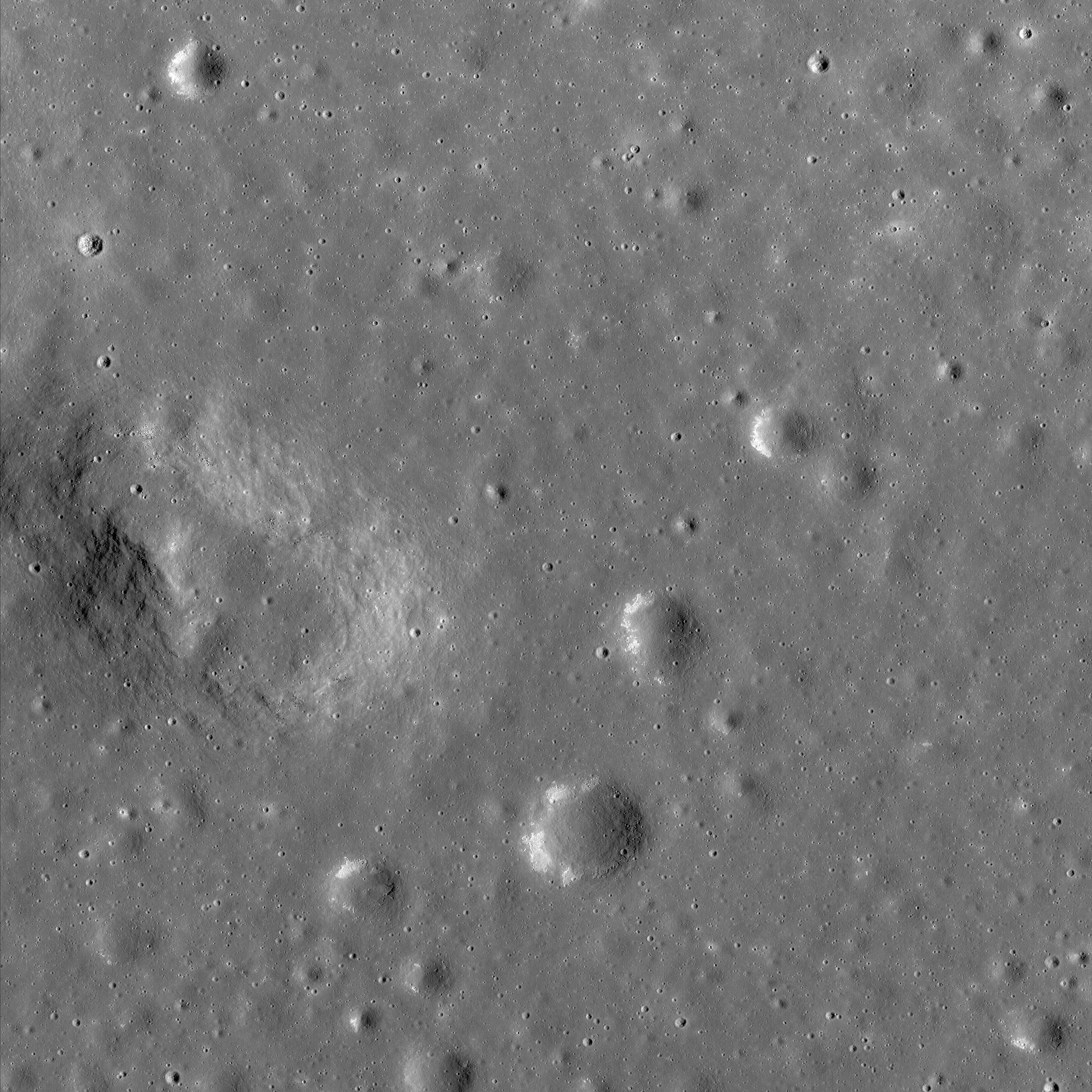
Один із дрібних вулканів на північному заході моря. Світлі об'єкти по краях сусідніх кратерів — «меніскові западини». Ширина знімка — 3,8 км.
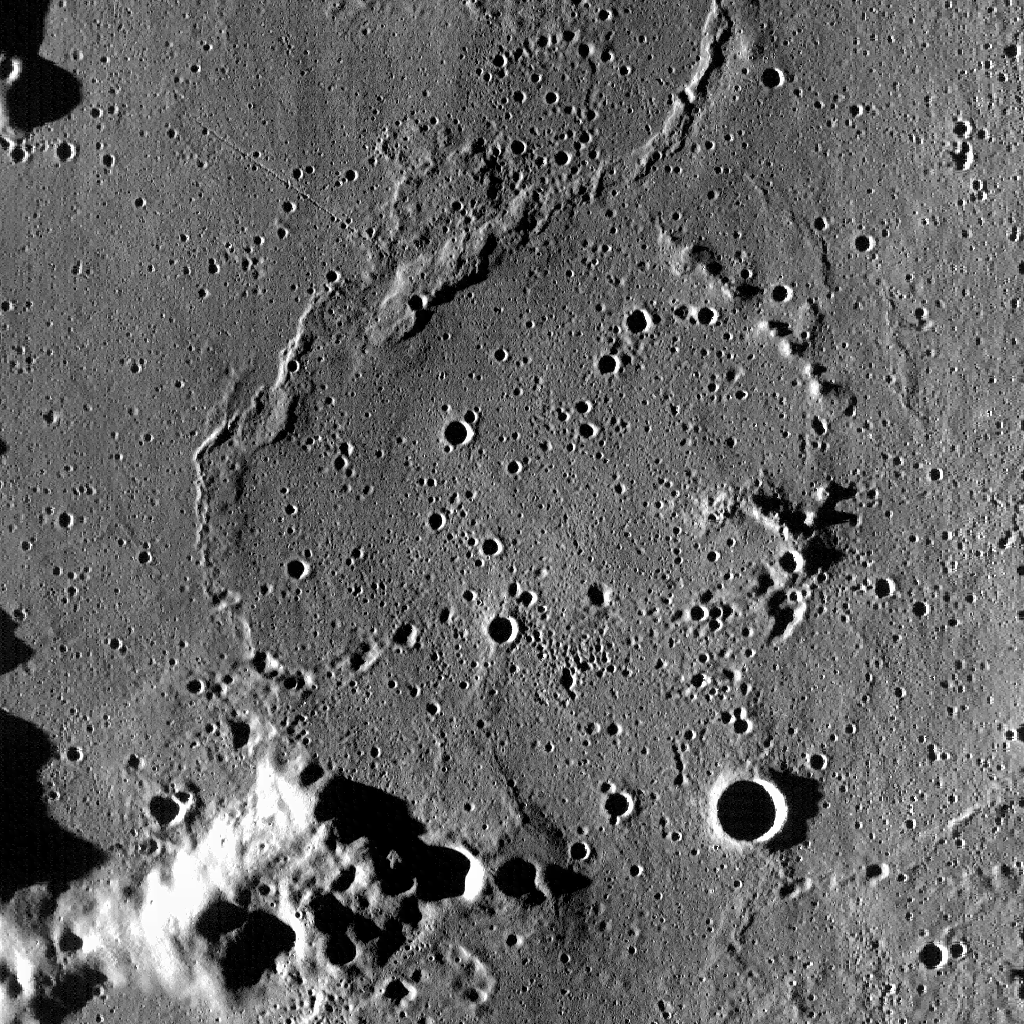
37-кілометровий кратер-привид, східний край якого відмічений дрібними пагорбами, що можуть бути конічними вулканами[94][64].
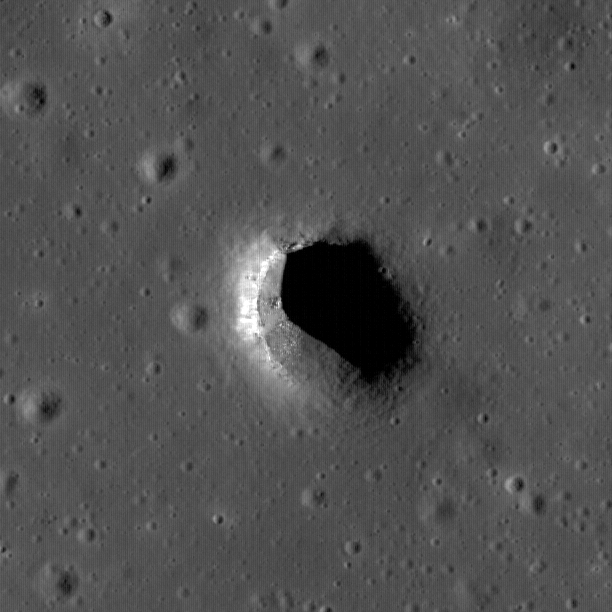
Провалля на північ від центра моря (знімок LRO; ширина — 500 м)

### Тектонічні об'єкти
Море Достатку багате на гряди. На відміну від гряд круглих морів, вони не утворюють кільце й розташовані доволі хаотично, хоча в центральній частині моря є вигин гряд, який, за припущенням деяких дослідників, може окреслювати внутрішнє кільце його басейну або край окремого затопленого кратера. Положення більшості гряд Моря Достатку, ймовірно, пов'язане з дрібними деталями рельєфу його дна; виявлено, що гряди тяжіють до місць найрізкіших змін рівня дна або товщини лави. Шість гряд цього моря отримали назви — подібно до інших гряд Місяця, на честь людей, які зробили внесок у науки про Землю: Андрусова, Гейкі, Кайо, Катона, Кушмана та Моусона. Загальна довжина гряд Моря Достатку, виявлених на знімках зонда LRO в ході дослідження 2015 року, становить близько 1400 км — 5,5 % від загальної довжини виявлених гряд Місяця.
У морі багато грабенів, розташованих переважно в його західній та північній частинах. Здебільшого вони спрямовані з північного заходу на південний схід і йдуть паралельно берегу. На заході моря тягнуться борозни Гокленія, а неподалік на березі — борозни Гутенберга. І ті, і інші лежать переважно в межах басейну Моря Нектару, але борозни Гокленія, ймовірно, все ж пов'язані походженням із Морем Достатку і з'явилися при просіданні його лави. Це особливо помітно на борозні біля 2°33′ пд. ш. 42°03′ сх. д. / 2.55° пд. ш. 42.05° сх. д.: з того її боку, що звернений до центра моря, поверхня на понад 100 м нижча, ніж із протилежного. Північно-східним берегом Моря Достатку тягнуться борозни Аполлонія, а на північному заході розташовані борозни Секкі та борозна Мессьє (остання, на відміну від решти перерахованих, перпендикулярна берегу). Дно кратера Тарунцій перетинають концентричні тріщини, відомі як борозни Тарунція.

### Інші об'єкти
На «півострові» в південно-західній частині моря, у районі кратера Мак-Клур D (15° пд. ш. 51° сх. д. / 15° пд. ш. 51° сх. д.) виявлено слабку (6 нТл на висоті 30 км) магнітну аномалію. Світлих областей поверхні, характерних для сильніших аномалій (місячні вири), у цьому місці не виявлено, хоча їх розпізнаванню тут заважають численні промені кратерів.

## Геологічна історія
Басейн Моря Достатку з'явився в донектарському періоді. Визначити його абсолютний вік за підрахунком кратерів через погану збереженість неможливо. Він старший за сусідні басейни Моря Нектару та Моря Криз, але, ймовірно, молодший за басейн Моря Спокою та басейн Бальмер — Каптейн. При появі перших двох басейнів він був не лише вкритий їхніми викидами, але й частково перекритий ними самими. Крім того, в ньому є викиди більш далеких басейнів морів Ясності та Дощів.
Вік лавового покриву різних ділянок Моря Достатку, за даними підрахунку кратерів, лежить у межах 3,1—4,0 млрд років (у більшості випадків — у межах 3,3—3,7 млрд років). Таким чином, ця лава вивергалася переважно в імбрійському періоді. Для ділянки, де сіла «Луна-16», така оцінка становить 3,36 млрд років. Вона близька до радіоізотопного віку доставлених цим апаратом уламків базальту — за одним дослідженням, 3,41 ± 0,04 млрд років, за іншим — 3,37 ± 0,02 млрд років для одного уламка та 3,35 ± 0,04 млрд років для іншого; ще одне дослідження виявило сліди принаймні 3 вивержень віком 3,421 ± 0,030, 3,347 ± 0,024 та 3,155 ± 0,004 млрд років.
Спочатку в Морі Достатку вивергалася бідніша на титан лава, а потім — багатша. Ця тенденція подібна до тієї, що була в сусідньому Морі Спокою. Наприкінці вивержень вміст титану знову дещо зменшився. Обсяг виливів із часом падав; після початку виверження лави з 5-6 % TiO2 він різко скоротився і активність зберігали лише окремі невеликі вулканічні центри. Внаслідок цього стара й бідна на титан лава займає переважну частину об'єму моря і значну частину його поверхні, насамперед на півдні.
Найзначнішими з подальших подій геологічної історії моря стали утворення на його берегах кратерів Тарунцій та Лангрен, які вкрили море своїми викидами та вторинними кратерами. Перший із них з'явився ще до остаточного припинення вивержень: подекуди його викиди залиті лавою.

## Посадки космічних апаратів
- 20 вересня 1970 року на північному сході Моря Достатку (0°30′49″ пд. ш. 56°21′50″ сх. д. / 0.5137° пд. ш. 56.3638° сх. д.) здійснила посадку «Луна-16», яка пробурила поверхню на глибину 35 см і доставила на Землю 101 г місячного ґрунту[107][55]. На честь цієї події сусідню затоку згодом назвали Затокою Успіху[7][108].
- 11 вересня 1971 року в материковій місцевості біля берега цієї ж затоки (3°34′ пн. ш. 56°30′ сх. д. / 3.567° пн. ш. 56.500° сх. д.) розбилася «Луна-18»[ru], яка мала доправити на Землю зразки материкових порід[109][110].
- 21 лютого 1972 року поблизу «Луни-18» (3°47′11″ пн. ш. 56°37′27″ сх. д. / 3.7863° пн. ш. 56.6242° сх. д.) здійснила посадку «Луна-20», яка успішно виконала завдання, доправивши на Землю 30 г зразків[111].
- 1 березня 2009 року на півночі Моря Достатку (1°30′ пн. ш. 52°22′ сх. д. / 1.50° пн. ш. 52.36° сх. д.) після завершення роботи розбився орбітальний апарат «Чан'е-1»[112].

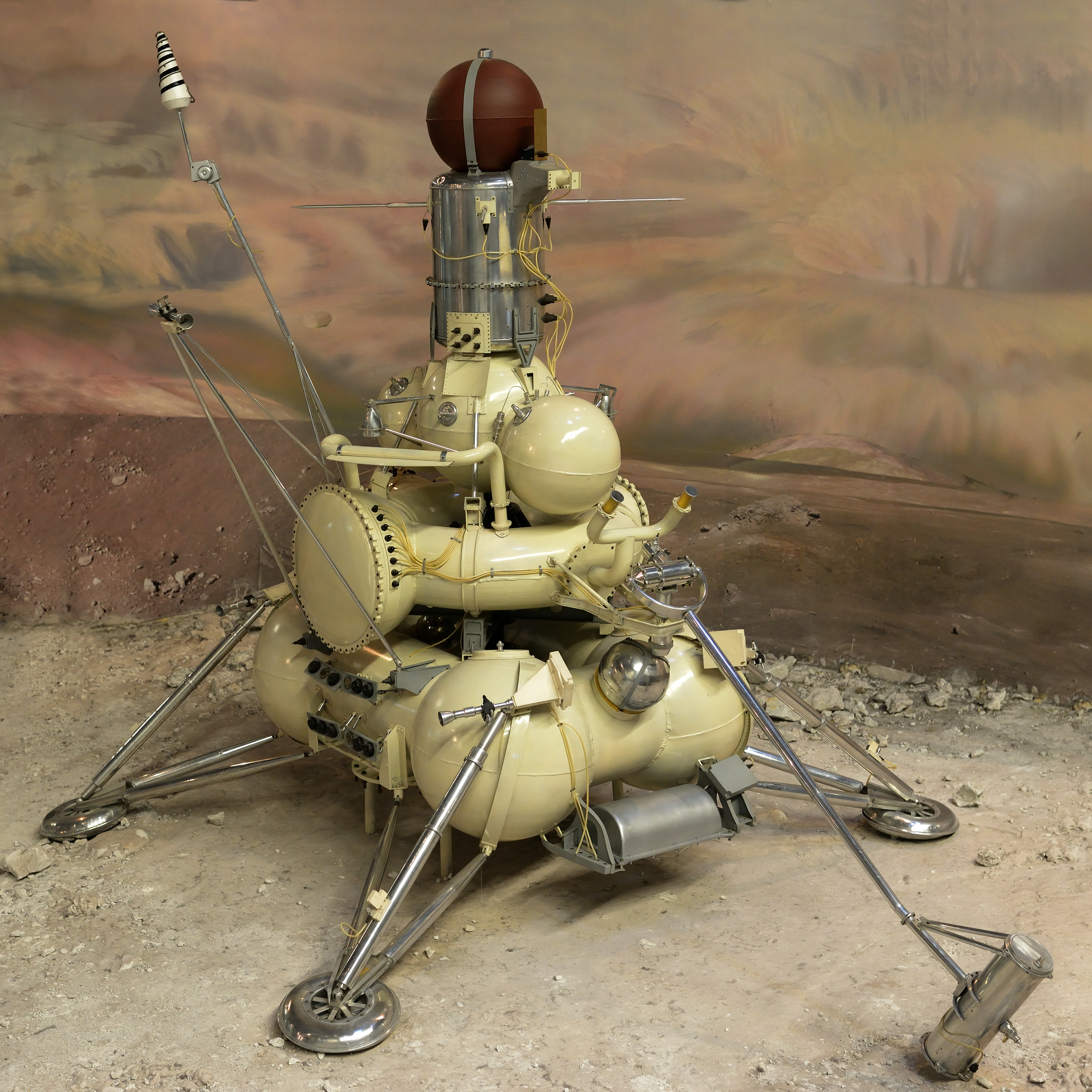
Макет станції «Луна-16»
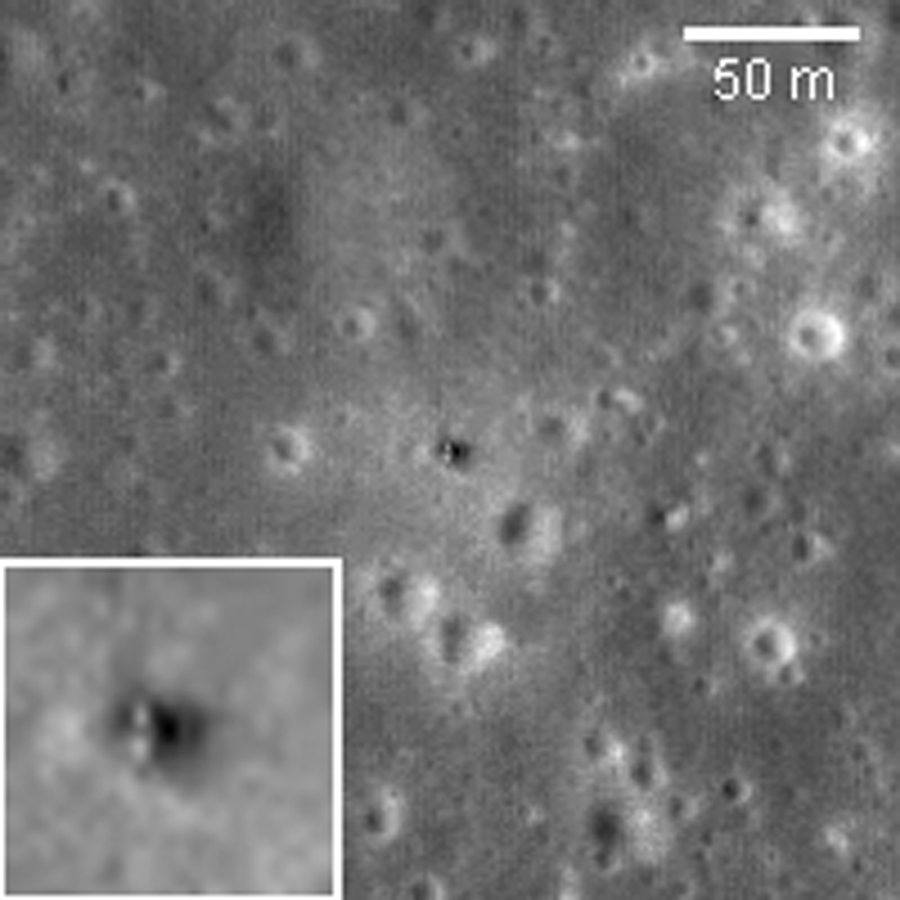
Посадковий ступінь «Луни-16» (знімок LRO, 2009)
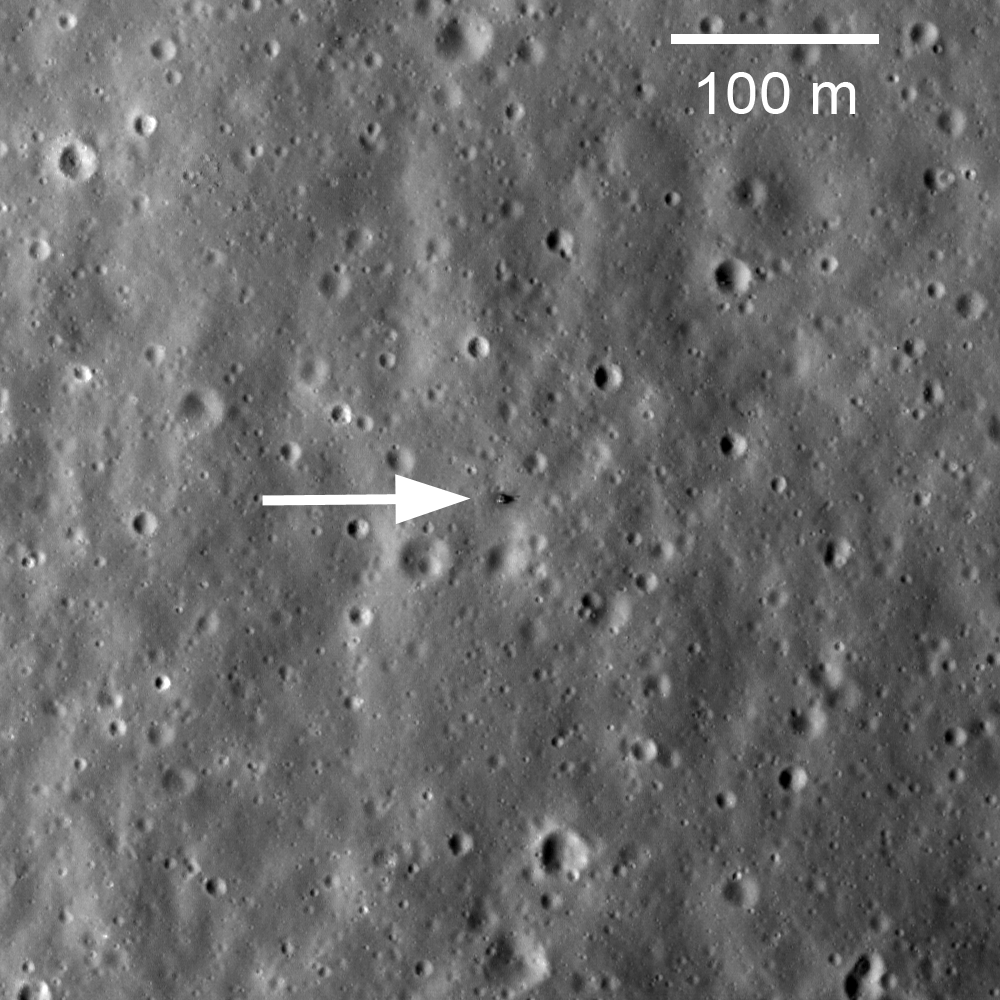
Посадковий ступінь «Луни-20» (знімок LRO, 2010)

## Карти
Карти Моря Достатку та найближчих околиць, видані в 1963—1966 роках (Aeronautical Chart Information Center, United States Air Force):

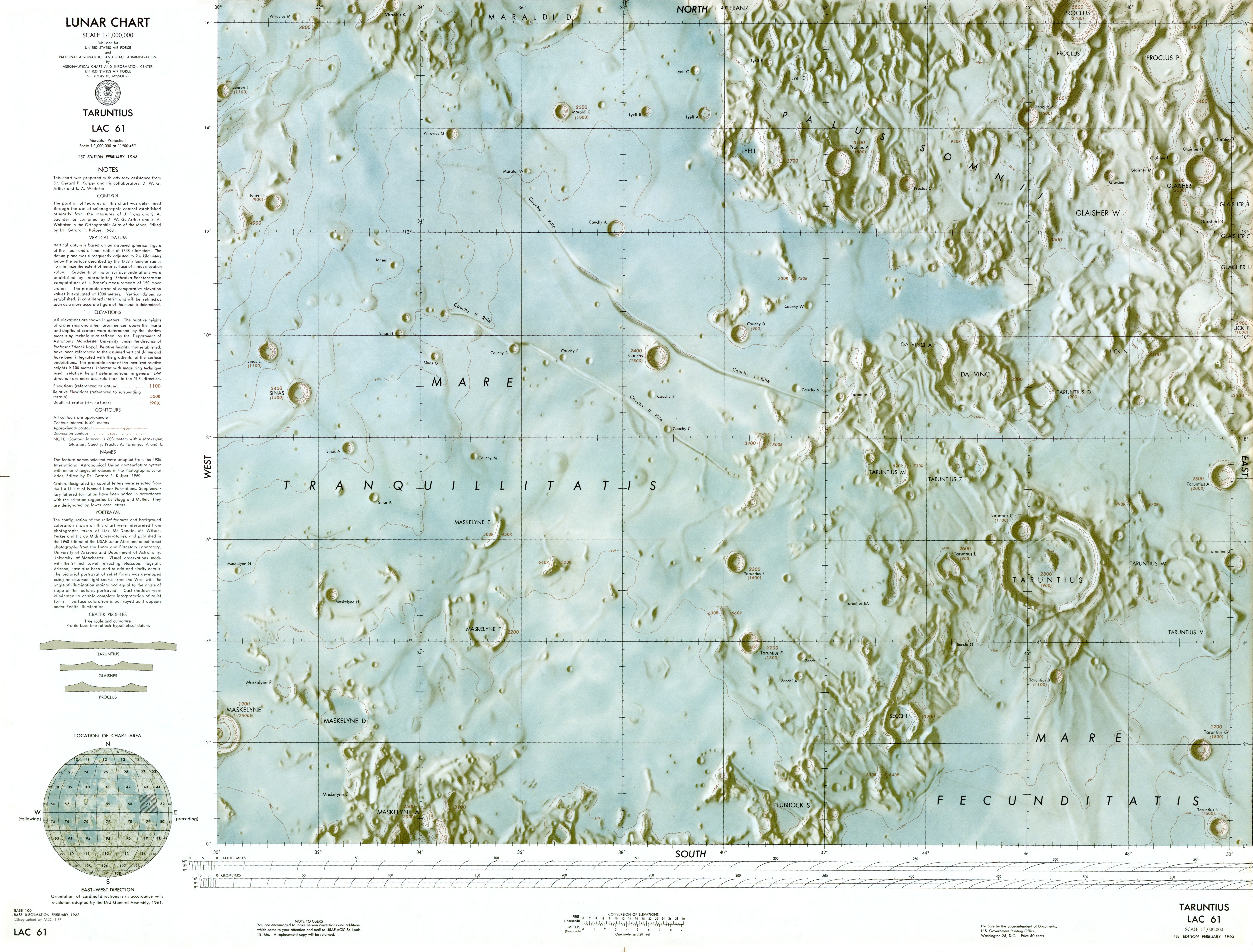
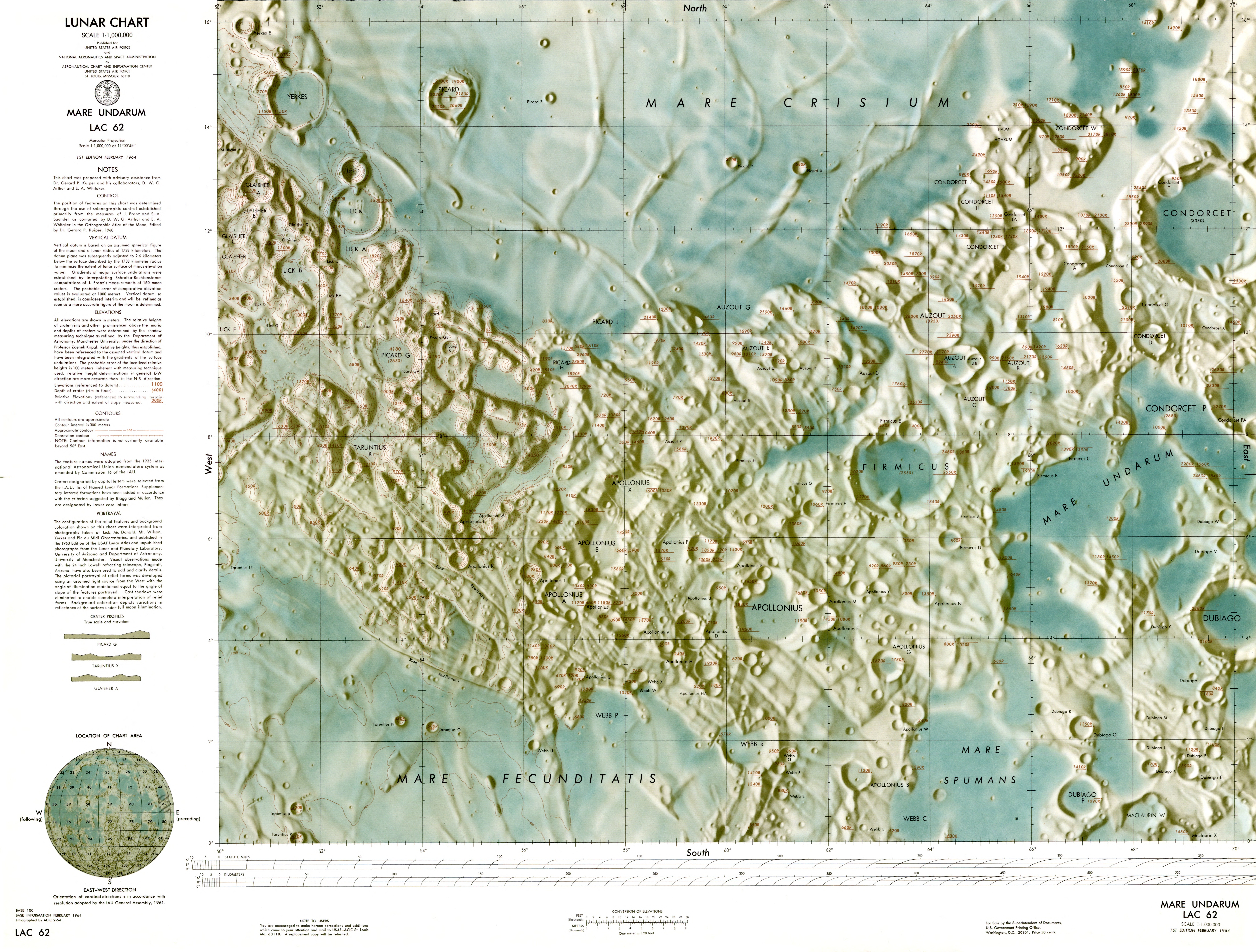

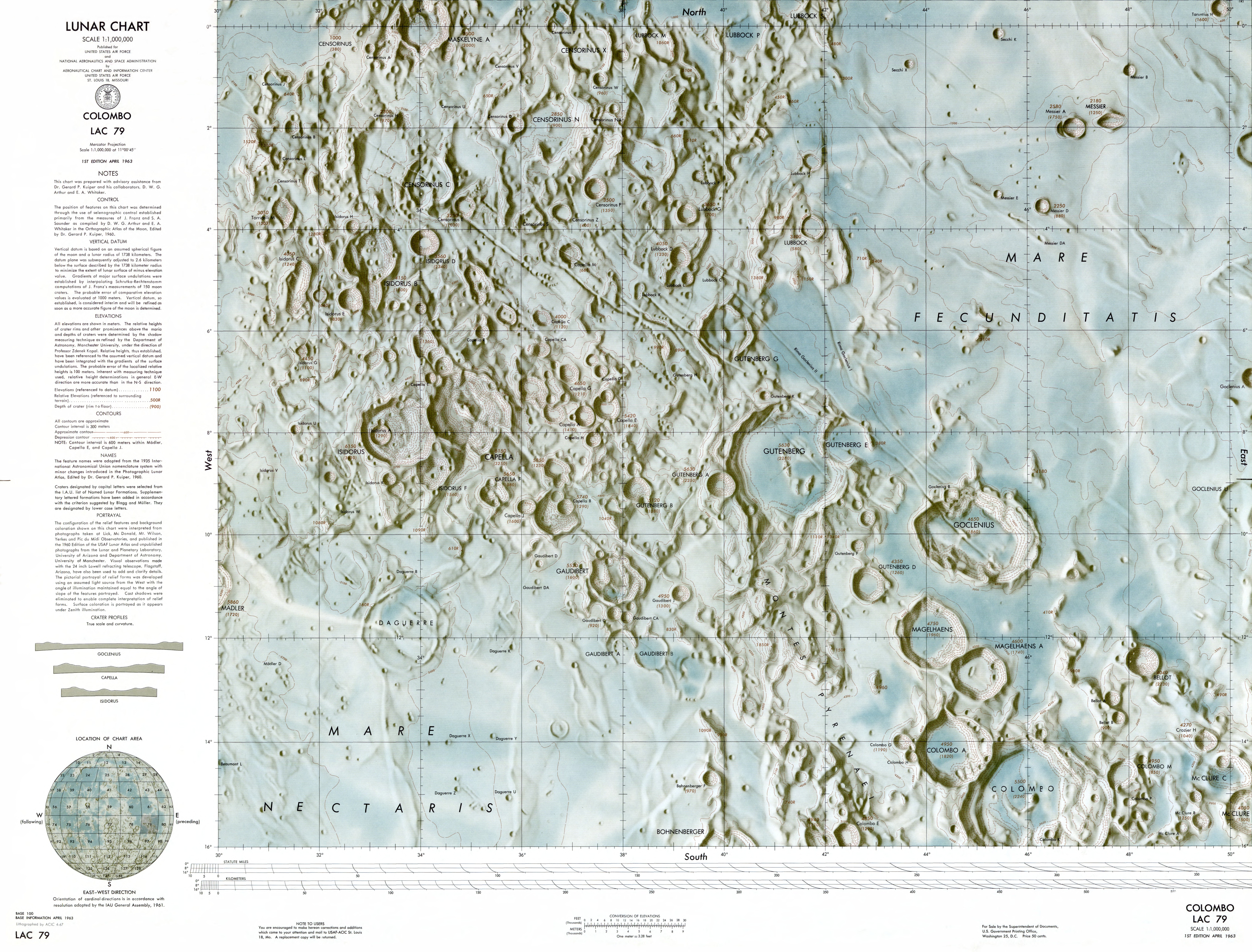
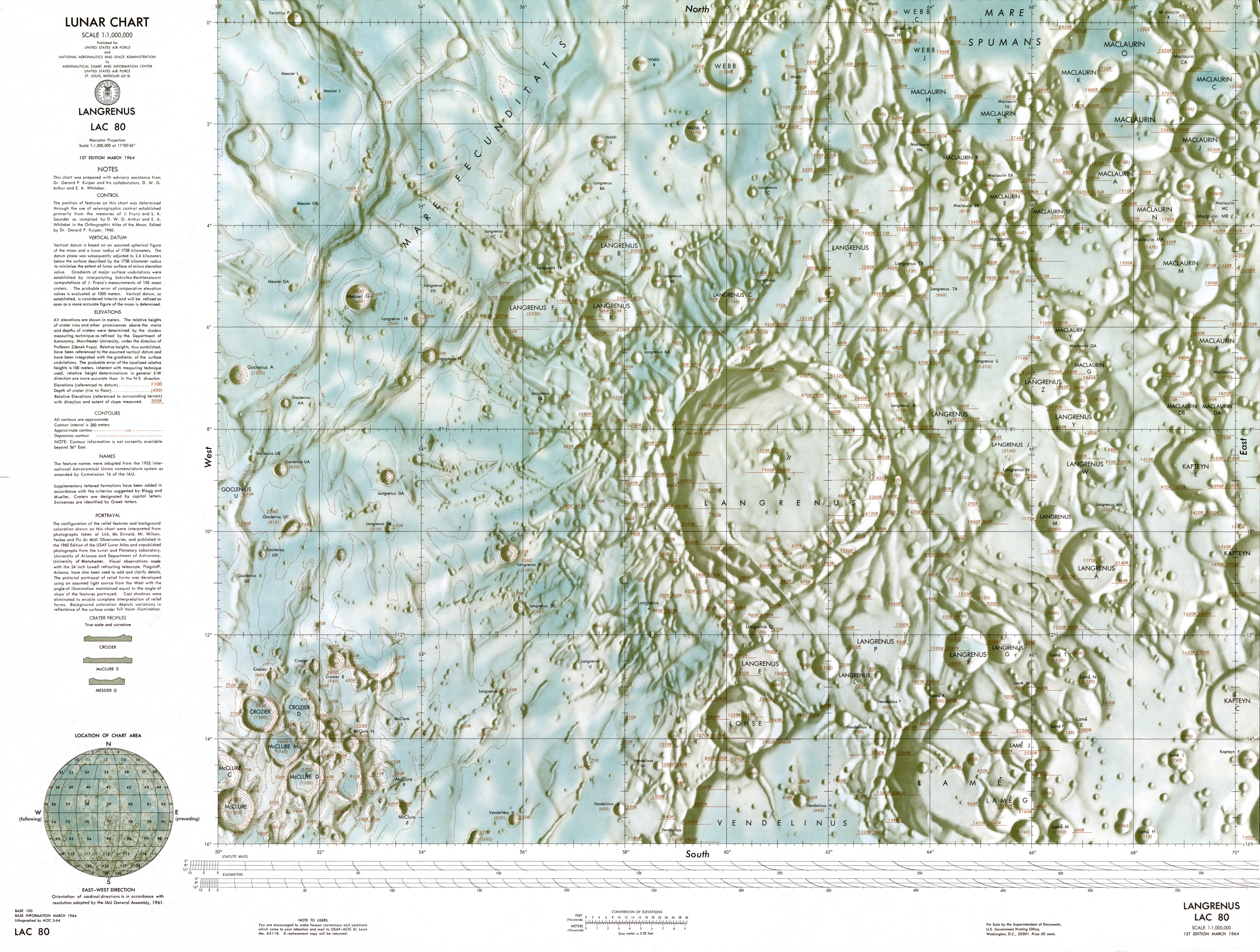

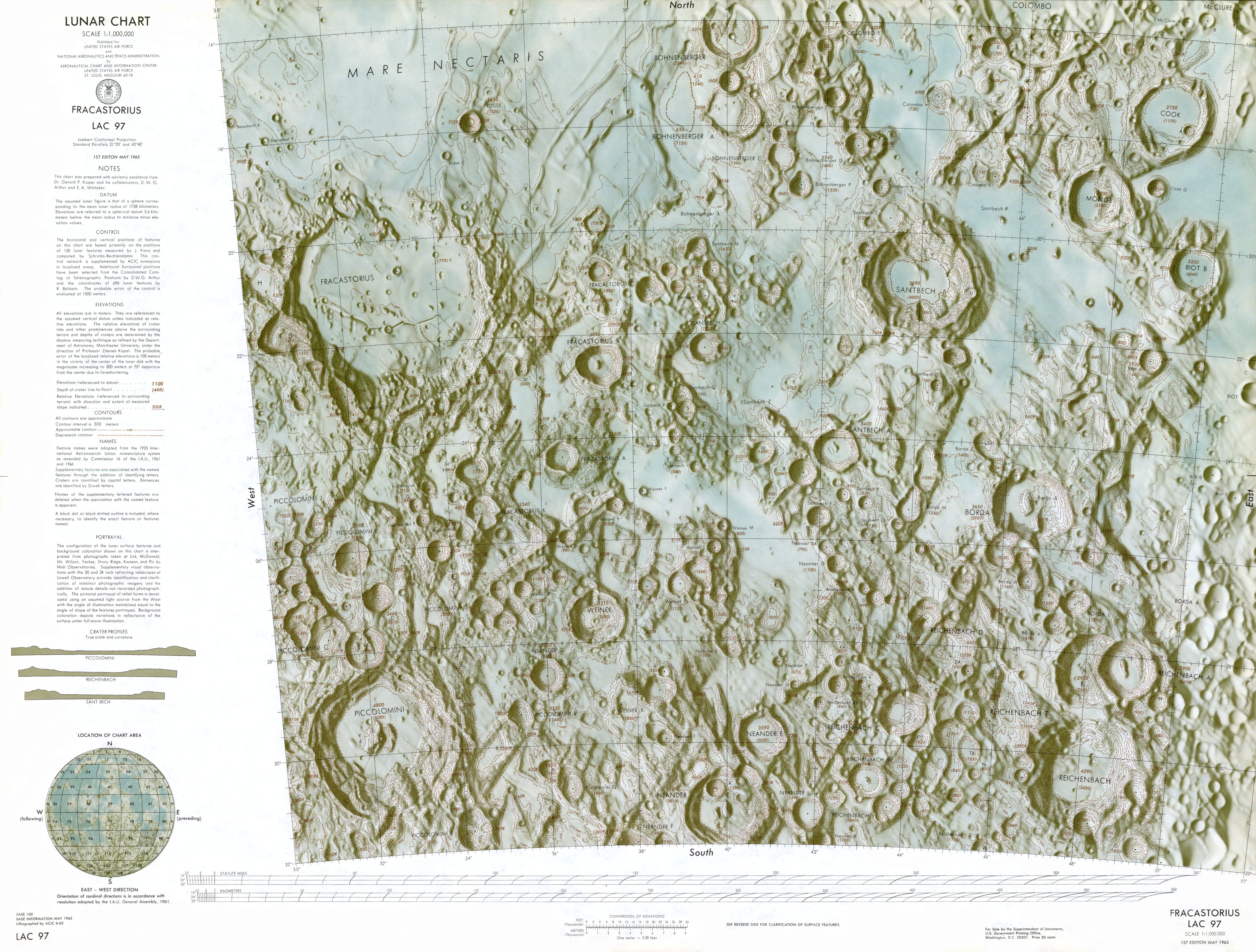
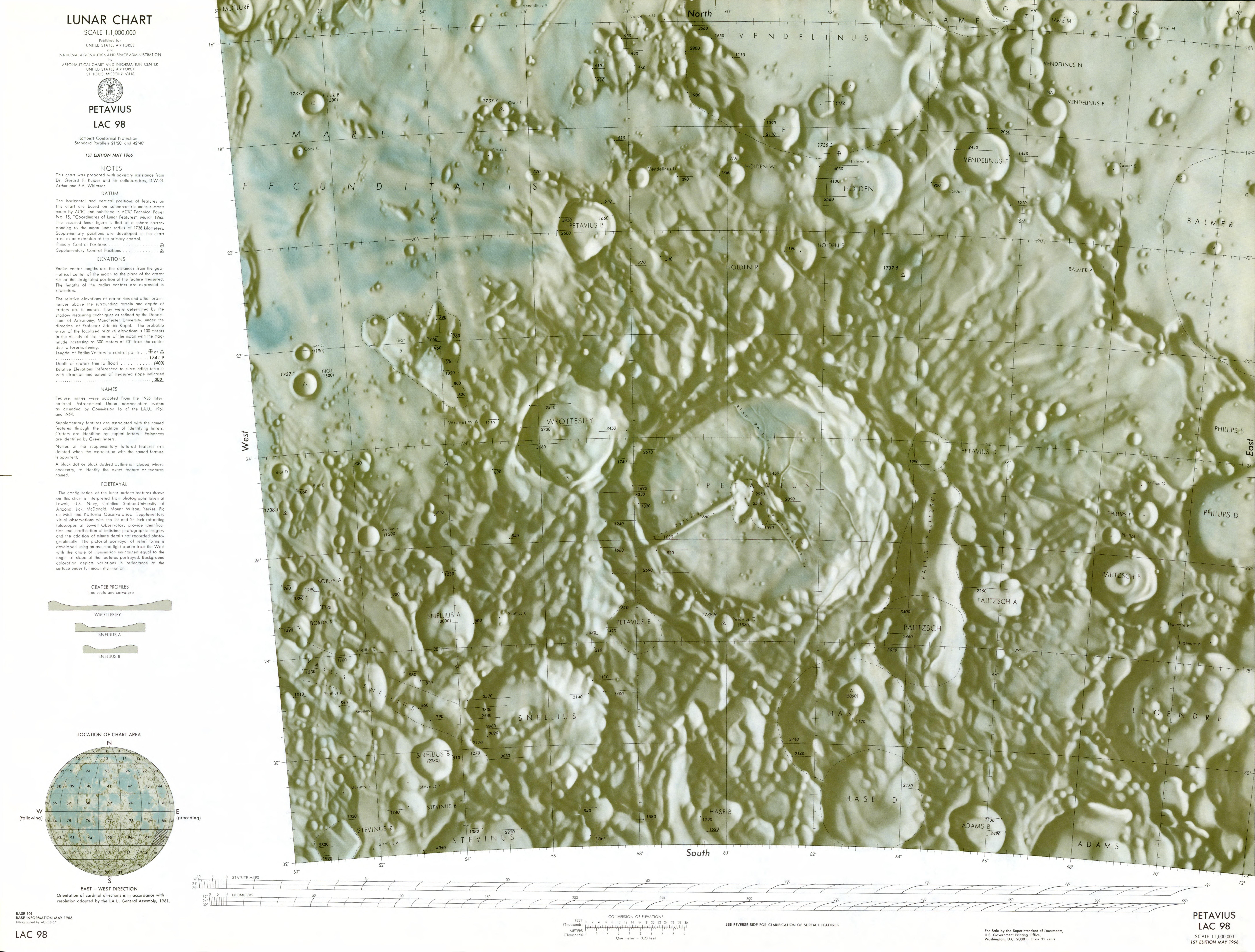